# Álvaro Quintana
Álvaro Quintana (Madrid, 9 aprile 1990) è un attore, musicista e ballerino spagnolo, noto per aver interpretato il ruolo di Antonio "Antoñito" Palacios Ruzafa nella soap Una vita (Acacias 38).

## Biografia
Álvaro Quintana è nato il 9 aprile 1990 a Madrid (Spagna), e oltre alla recitazione si occupa anche di musica rock e di danza classica.

## Carriera
Álvaro Quintana ha frequentato la scuola comunale d'arte drammatica (EMAD). Nel corso della sua carriera ha seguito vari corsi come: uno di improvvisazione con Marta Poveda e Fernando Gil, uno di corpo basato sul lavoro di Wim Vandekeybus con Eduardo Torroja, uno di ricerca sulla recitazione con Óscar de la Fuente, uno di interpretazione con José Padilla e Josep María Mestres, uno per il corpo con Mona Martínez, uno di ricerca e creazione con Jordi Casanovas per la creazione dell'opera Hey boy hey gir, uno di canto con Ana Cristina Marco e Rita Barber, uno di ricerca e creazione con José Manuel Mora per la creazione dell'opera Los nadadores nocturnas, uno di musica e ritmo con Mariano Marín, uno di corpo e danza con Andoni Larrabeiti e uno di combattimento scenico e gestione delle armi con Jon Bermúdez.
Dal 2017 al 2021 è stato scelto da TVE per interpretare il ruolo di Antonio "Antoñito" Palacios Ruzafa nella soap opera in onda su La 1 Una vita (Acacias 38) e dove ha recitato insieme ad attori come Rebeca Alemañy, Juanma Navas, Cristina Abad, Miguel Diosdado, Ana del Rey e María Blanco. Nel 2018 ha ricoperto il ruolo di Pablo nel film Historias románticas (un poco) cabronas diretto da Alejandro González Ygoa. L'anno successivo, nel 2019, ha partecipato al programma televisivo Telepasión española, in onda su La 1.
Nel 2020 ha recitato nel cortometraggio There will be Monsters diretto da Carlota Pereda. Nello stesso anno ha preso parte al programma televisivo Torres y Reyes. Nel 2022 ha recitato nelle serie Los pacientes del doctor García e in Las noches de Tefía. Nello stesso anno ha interpretato il ruolo di Pablo nel film Notas sobre un verano diretto da Diego Llorente.

## Vita privata
Álvaro Quintana dal 12 giugno 2022 è sposato con Blanca Pérez, dalla quale ha avuto un figlio che si chiama Bruno.

## Filmografia

### Cinema
- Historias románticas (un poco) cabronas, regia di Alejandro González Ygoa (2018)
- Notas sobre un verano, regia di Diego Llorente (2022)

### Televisione
- Una vita (Acacias 38) – soap opera, 857 episodi (2017-2021)
- Los pacientes del doctor García – serie TV (2022)
- Las noches de Tefía – serie TV (2022)

### Cortometraggi
- There will be Monsters, regia di Carlota Pereda (2020)

## Teatro
- Fortunata y Benito, diretto da Laila Ripoll
- Ulloa, diretto da José Luis Arellano
- Macbeth, diretto da Alfredo Sanzol
- Barro, diretto da José Luis Arellano García
- La isla del tesoro, diretto da José Luis Arellano
- La cicatriz, diretto da David Ramiro Rueda
- Proyecto Homero. Ilíada, diretto da José Luis Arellano
- Proyecto Homero. Odisea, diretto da José Luis Arellano
- Fuenteovejuna, diretto da José Luis Arellano
- Hey boy, hey girl, diretto da José Luis Arellano
- El señor de las moscas, diretto da José Luis Arellano
- Punk Rock, diretto da José Luis Arellano
- Invasión, diretto da José Luis Arellano

## Programmi televisivi
- Making the Play – documentario TV (2016)
- Telepasión española (La 1, 2019)
- Torres y Reyes (2020)

## Doppiatori italiani
Nelle versioni in italiano dei suoi film e delle sue serie TV, Álvaro Quintana è stato doppiato da:
- Andrea La Greca[14] in Una vita[15]